# Gabriel-Joseph Gros
Gabriel-Joseph Gros, né le 2 avril 1890 dans le 1er arrondissement de Lyon et mort le 11 décembre 1980 à Haute-Isle (Val-d'Oise), est un poète et biographe. Il a notamment publié une biographie du peintre Maurice Utrillo et un recueil de poème intitulé Le Bouquet de la mariée.

## Publications
- 1906-1909: "Les yeux pleins de larmes " Livre de Poèmes. Lyon, Edition de L’art Libre
- 1928 : Un parfum d'aventure, roman, Les éditions G.Crès et Cie, collection "Le Beau Navire".
- 1945 : Le Bouquet de la mariée, éditeur Marcel Sautier, recueil de poésie enrichi de lithographies, pointes sèches et eaux-fortes par Albert André, Maurice Asselin, Michel Ciry, Jean-Joseph Crotti, Hermine David, René Demeurisse, André Derain, Othon Friesz, Édouard Goerg, Edmond Heuzé, Marie Laurencin, Robert Lotiron, André Marchand, Kostia Terechkovitch, Louis Touchagues, Louis Valtat. Cet ouvrage a été couronné du prix Artigue de l'Académie française en 1946.
- 1947 : Maurice Utrillo : sa légende, Marguerat, biographie de Maurice Utrillo.